# Jean Raspail
Jean Raspail (Chemillé-sur-Dême, 5 juli 1925 - Parijs, 13 juni 2020) was een Franse schrijver.

## Biografie
Raspail werd geboren in de katholieke burgerij en liep school in Parijs en kreeg onder meer les van de schrijver Marcel Jouhandeau. Zijn eerste jeugdroman werd slecht bevonden door een met zijn vader bevriend academicus, waarna hij het schrijven liet varen en zich actief inzette als scout. In 1949 ging hij per kano van Quebec naar New Orleans. In 1951 startte hij een tweede reis van Vuurland naar Alaska met de auto, waarvan hij een reisverslag uitbracht. In 1954 volgde hij de sporen van de Inca's en publiceerde ook hierover in boekvorm. In zijn latere essays en romans staan dikwijls verre en afgelegen oorden centraal.
Zijn roman Le Camp des saints, uitgebracht in 1973, zorgde voor enige beroering, en is mede daardoor zijn bekendste boek. In dit werk voorspelt hij een overspoeling van de westerse wereld door een vloedgolf van immigratie van mensen uit de derde wereld. Critici betichtten hem van extreemrechts racisme, maar gezien zijn vele wereldreizen en boeken waarin hij met sympathie schrijft over exotische volkeren en stammen, zijn deze beschuldigingen moeilijk hard te maken. Kenmerkend voor Raspail is dat hij het opneemt voor bedreigde talen, culturen en tradities waar dan ook ter wereld. In deze optiek noemde hij zich dan ook een conservatieve tegenstander van massa-immigratie. Le Camp des saints werd in het Duits en het Engels vertaald, maar het duurde tot 2015 voor een Nederlandstalige versie.
Raspail noemde zichzelf een traditionalistisch katholiek en een royalist. In 1993 was hij een van de inrichters van een herdenking van de 200e verjaardag van de terechtstelling van de Franse koning Lodewijk XVI. Verder onthield hij zich gewoonlijk van politiek engagement.
Zijn roman Moi, Antoine de Tounens, roi de Patagonie werd in 1981 bekroond met de Grand Prix du roman de l'Académie française. In 2004 werd de Prix Daudet aan hem toegekend door de luisteraars van Radio Courtoisie. In 2000 liep hij lidmaatschap van de Académie française mis; hij behaalde onvoldoende stemmen om de vrijgekomen zetel van Jean Guitton in te nemen.
In 2008, 2009 en 2010 publiceerde hij met tekenaar Jacques Terpant een driedelige bewerking in stripvorm van zijn roman Sept Cavaliers uit 1993. In 2011 verscheen het eerste deel van de stripboekversie van Raspails roman Les Royaumes de Borée uit 2003, opnieuw in samenwerking met Terpant.
Op 12 juni 2020 werden aan Jean Raspail de laatste sacramenten toegediend. Hij overleed een dag later in het Henry-Dunant Ziekenhuis in Parijs; hij werd 94 jaar oud.

## In het Nederlands vertaalde literatuur
- Wie kent de mensen nog..., Uitgeverij De Prom, 1988. ISBN 90-6801-107-3
- Het blauwe eiland, Uitgeverij De Prom, 1990. ISBN 90-6801-192-8
- Het legerkamp der heiligen, Uitgeverij Egmont, 2015. ISBN 978-9078898436
- De Ontscheping, Uitgeverij De Blauwe Tijger, 2016. ISBN 978-9492161079
- Zeven ruiters 1. De erfgraaf Uitgeverij Silvester, 2015. ISBN 978 94 6306 078 3/978 94 6306 079 0
- Zeven ruiters 2. De prijs van het bloed Uitgeverij Silvester, 2016. ISBN 978 94 6306 118 6/978 94 6306 119 3
- Zeven ruiters 3. De brug van Sepharee Uitgeverij Silvester, 2017. ISBN 978 94 6306 200 8/978 94 6306 199 5